# 旅街レイトショー
『旅街レイトショー』（たびまちレイトショー）は、2016年1月に放送されたオムニバス形式の日本の短編アニメ。
自主製作作品を中心に活動していたアニメーター沼田友の商業デビュー作であり、人生の岐路における後悔や希望を題材とする4編の独立した内容のエピソードから構成される。柔らかい作風の紙芝居作品のような雰囲気を作り出すため、意図的にキャラクターの動きを減らした技法などを特徴とする。

## 主な登場人物
第一夜
吾妻（あずま）
声 - 森下由樹子
イタリア料理の女性シェフ。夫に教えられたポモドーロを名木から絶賛されている。
名木
声 - 富澤雄基
吾妻の下で修行している若手のシェフ。修行目的でミラノへ出発する。
吾妻の夫
声 - 大隈健太
吾妻の夫。彼女が作るポモドーロの元になるレシピを考案した。かつて吾妻を置いて海外に修行に出ていたが、途中で帰国している。名木が吾妻からもらったスーツケースは、このときの所持品だったことが示唆されている。
第二夜
久米野 朋美
声 - 田端美保
小泉と友達になろうと常に尽力しようとするも、小泉からは辛辣な言葉を受け、拒絶されてしまう。
小泉
声 - 後藤友香里
久米野のクラスメイト。無口でクラスメイトとの交流をせず、授業を抜け出してはスマートフォンで遊ぶことに熱中している。
第三夜
ゆかり
声 - 遠藤璃菜
浴衣を身にまとい、夏祭りに出かけた少女。夏祭りで偶然にハルカと再会を果たす。
ハルカ
声 - 儀武ゆう子
夏祭りでゆかりと再会した男の子。
ゆかりの母
声 - 不明
夏祭りに出かけるゆかりに、お盆は死者が帰ってくる日であることを教える。
第四夜
桜田（さくらだ）
声 - 平ますみ
定年退職を迎える小学校女性教師。長らく教員生活に心血を注いでいたため、退職を迎える日まで独身だった。
松崎（まつざき）
声 - 仲台吉一
桜田の勤務する小学校の同僚である男性教師。桜田を桜並木に誘い、プロポーズをする。

## スタッフ
- 原作・脚本・監督 - 沼田友
- キャラクター原案 - 木下絵李
- 絵コンテ - マテウシュ ウルバノヴィチ、沼田友
- 演出・撮影 - 星子旋風脚
- 美術監督 - 里見篤
- 音楽 - 西村真吾、イマジン
- 音響監督 - 山田陽
- 効果 - 鋤柄務
- 編集 - Q-tec
- エグゼクティブ・プロデューサー - 川口典孝
- プロデューサー - 堀雄太
- アニメーション制作 - コミックス・ウェーブ・フィルム
- 制作協力 - スタジオ地図
- 協力 - ウルトラスーパーピクチャーズ

## 各話リスト
| 話数   | サブタイトル                 |
| ------ | ---------------------------- |
| 第一夜 | レシピ                       |
| 第二夜 | トランジスタ・スマートフォン |
| 第三夜 | 夏祭り                       |
| 第四夜 | Clover                       |

## 放送局
| 放送期間               | 放送時間                     | 放送局   | 対象地域 | 備考                                    |
| ---------------------- | ---------------------------- | -------- | -------- | --------------------------------------- |
| 2016年1月8日 - 1月29日 | 金曜 23:00 - 23:30           | TOKYO MX | 東京都   | 『ULTRA SUPER ANIME TIME』枠内（3枠目） |
| 2016年1月11日 - 2月1日 | 月曜 1:00 - 1:30（日曜深夜） | BS11     | 日本全域 | 『ULTRA SUPER ANIME TIME』枠内（3枠目） |

| 配信期間                                        | 配信時間                                                             | 配信サイト         | 備考                                                                 |
| ----------------------------------------------- | -------------------------------------------------------------------- | ------------------ | -------------------------------------------------------------------- |
| 2016年1月9日 - 1月30日                          | 土曜 0:00 更新（金曜深夜）                                           | ニコニコチャンネル | 第1話無料、第2話以降は最終話配信開始の1週間後（2月6日 0:00）まで無料 |
| 2016年1月12日 - 2月2日                          | 火曜 0:00 - 0:30（月曜深夜）                                         | ニコニコ生放送     | 『ULTRA SUPER ANIME TIME』枠内（3枠目） タイムシフト不可             |
| 2016年1月25日 -                                 | 月曜 12:00 更新                                                      | バンダイチャンネル | 『ULTRA SUPER ANIME TIME』枠内（3枠目） 第1話無料、第2話以降有料     |
| 2016年1月28日 （第1話 - 第3話） 2月1日（第4話） | 木曜 0:00 更新（水曜深夜）（第1話 - 第3話） 月曜 12:00 更新（第4話） | GYAO!              | 全話1週間無料                                                        |
| 2016年2月5日                                    | 金曜 12:00 更新                                                      | バンダイチャンネル | 全話有料、有料会員は全話見放題 全話同時配信開始                      |